# Kasson (Minnesota)
Kasson – miasto w Stanach Zjednoczonych, w stanie Minnesota, w hrabstwie Dodge.